# Robert C. Cooper
Robert C. Cooper (Toronto, 1968. október 14.) kanadai származású rendező, producer és forgatókönyv író, legismertebb munkái a Csillagkapu és Csillagkapu: Atlantisz című sorozatok számos epizódja. Befejezéséig a Csillagkapu spin-off sorozatának, a Stargate Universe-nek producere.

## Karrier
Filmes karrierjét a Blown Away és a Psi Factor: Chronicles of the Paranormal című sorozatokkal kezdte, míg 1997-ben a Csillagkapu sorozat stábjához került. 52 epizódot írt a sorozat számára, a 4. évadban társproducer lett, míg az 5. évadnak producere. Az 5. évad Wormhole X-Treme! című epizódjában feltűnt egy rövid szerepben is.
Cooper feladata volt a Stargate Universe háttértörténetek jelentős részének megírása. A Stargate SG-1: The Essential Scripts szerint az ő ötlete volt az Ősök, akik a kapukat építették, valamint a négy faj szövetsége is, bár közülük kettő, a Nox és az Asgard faj Hart Hanson és Katharyn Powers munkája volt.
2003 decemberében jelentették be, hogy Cooper és Brad Wright együtt fognak dolgozni a Csillagkapu spin-off sorozatában, a Csillagkapu: Atlantiszban.
Rendezőként a Csillagkapu 9. évadjának Keresztes háború című részében debütált, valamint ő rendezte a sorozat záró epizódját, a Vég nélkült is. A sorozat végkifejletét követő csak DVD-re megjelent Csillagkapu: Az igazság ládája című filmet szintén ő írta és rendezte.
Miután törölték a Csillagkapu: Atlantisz sorozatot, Cooper és Brad Wright is a 2009 októberében bemutatott Stargate Universe stábjához került.
A Csillagkapu 10. évad két részében két lánya is feltűnt. A Hús és vér című részben Emma játszotta a  négyéves Adria szerepét, majd a Talionban Megan Elizabeth egy jaffa lányt alakított.

## Díjak, jelölések
2006-ban Brad Wrighttal közösen elnyerték a Constellation-díjat a Csillagkapu sorozat 200 című epizódjáért. 2009-ben három kategóriában nyerte el a Leo-díjat a Legjobb drámai sorozat és Legjobb rendezés drámai sorozatban kategóriákban, valamit szintén Brad Wrighttal közösen a Kiemelkedő teljesítményért járó díját kapták meg a Leonak.